# Bończa (powiat płocki)
Bończa – wieś w Polsce, położona w województwie mazowieckim, w powiecie płockim, w gminie Słubice, powstała 1 stycznia 2003 z połączenia wydzielonych wówczas z wsi Łaziska jej części: Bończa Pierwsza i Bończa Druga.
W skład sołectwa Łaziska wchodzą wsie Łaziska, Bończa i Studzieniec.